# 福島県道136号平田小野線

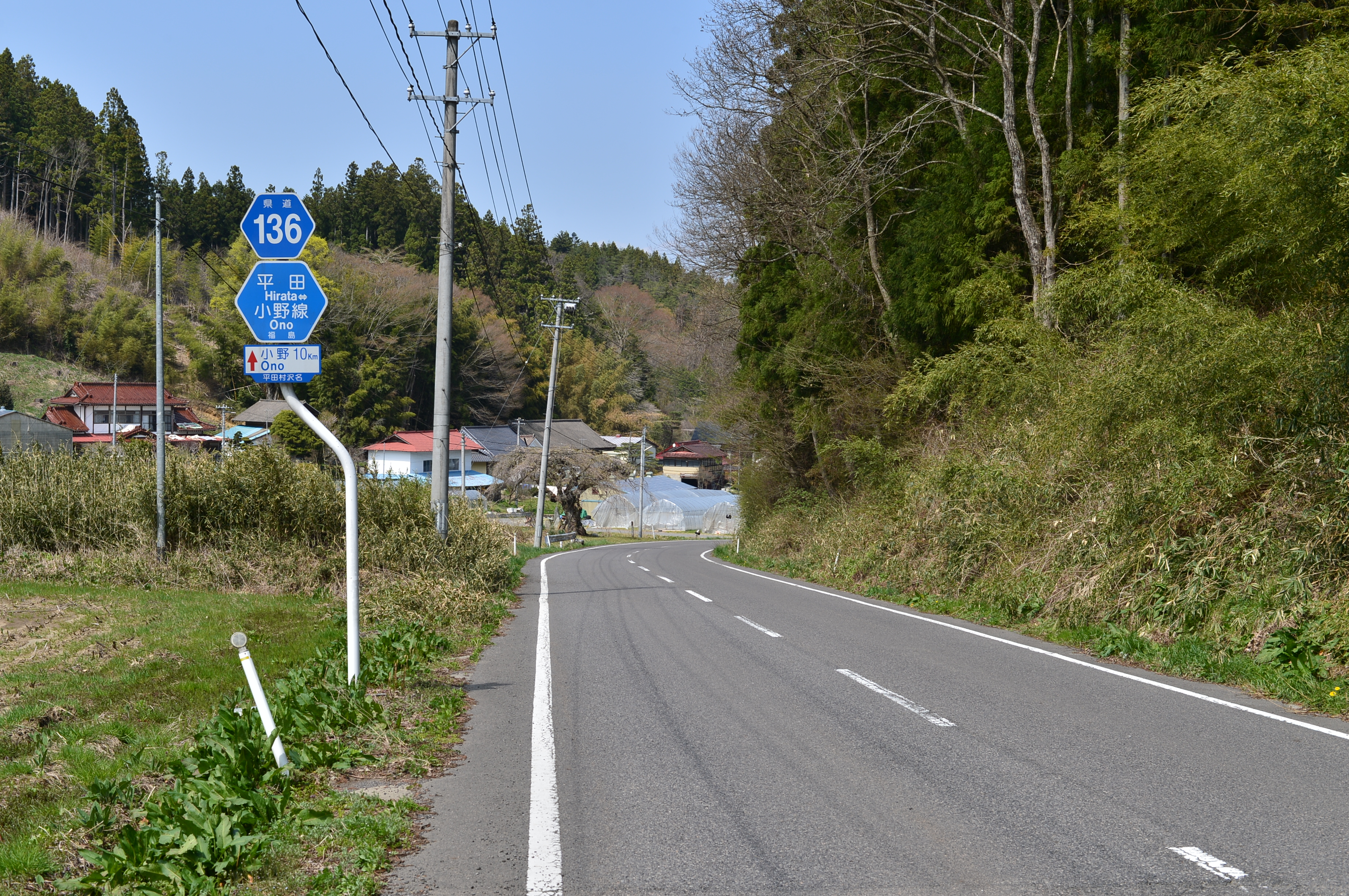
福島県道136号平田小野線
石川郡平田村大字鴇子字沢名
（2015年4月）

福島県道136号平田小野線（ふくしまけんどう136ごう ひらたおのせん）は、福島県石川郡平田村から田村郡小野町に至る一般県道である。

## 路線概要
- 起点：石川郡平田村鴇子字下荒井
- 終点：田村郡小野町皮籠石字寺脇
- 総延長：8.677 km[1]
  - 実延長：7.535 km
- 路線認定年月日：1972年5月2日[2]

### 重用路線
- 福島県道286号鴇子夏井停車場線（石川郡平田村鴇子字下荒井〈起点〉～田村郡小野町上羽出庭字宮作）
- 福島県道42号矢吹小野線（田村郡小野町小野字赤沼新屋敷～同町皮籠石字寺脇〈終点〉）

## 地理

### 通過する自治体
- 福島県
  - 石川郡平田村 - 田村郡小野町

### 交差する道路
- 平田村内
  - 国道49号（鴇子字下荒井〈下荒井交差点〉起点）
- 小野町内
  - 福島県道286号鴇子夏井停車場線 夏井駅方面（上羽出庭字宮作）
  - 福島県道42号矢吹小野線 矢吹町方面（小野字赤沼新屋敷）
  - 福島県道13号小野田母神線（皮籠石字寺脇 終点）